# The Gladiators: Galactic Circus Games
The Gladiators: Galactic Circus Games це відеогра у жанрі стратегії в реальному часі, випущена у 2002 році.

## Сюжет
| The Gladiators: Galactic Circus Games |        |        |
| Видання                               | Країна | Оцінка |
| Computer Gaming World                 | US     | 2.5/5  |
| Eurogamer                             | US     | 9/10   |
| GameSpot                              | US     | 66 %   |
| Gen4                                  | FR     | 76 %   |
| IGN                                   | US     | 75 %   |
| Jeux vidéo Magazine                   | FR     | 15/20  |
| Jeuxvideo.com                         | FR     | 17/20  |
| Joystick                              | FR     | 7/10   |
| PC Gamer UK                           | GB     | 75 %   |
| Узагальнені оцінки                    |        |        |
| Metacritic                            | US     | 72 %   |

Майор Грег Д. Каллахан з Корпусу морської піхоти США потрапляє в чорну діру, яка переносить його до інопланетного світу. Там він змушений брати участь у гладіаторських боях на арені та допомагати персонажці на ім'я принцеса Лідія.

## Ігровий процес
Гравці проходять три стратегічні кампанії без необхідності збирати ресурси чи будувати міста. Замість цього диктор арени дає гравцеві завдання, які потрібно виконати для досягнення успіху.

## Критика
Gamezone зазначив, що гра сподобається шанувальникам коміксу Heavy Metal. IGN похвалив гру за динамічний, захопливий геймплей, що «відключає мозок». Енді Едді з GameSpy казав, що гра мала перспективну концепцію, яка провалилася на етапі реалізації. Боб Колаїко з GameSpot написав, що враження від гри псують проблеми зі складністю, помилки інтерфейсу та збереження гри.